# Live at Chelmsford Top Security Prison
Live at Chelmsford Top Security Prison es un álbum en vivo de Sex Pistols, publicado en 1990. Fue grabado el 17 de septiembre de 1976 en la Chelmsford Maximum Security Prison, antes de que Glen Matlock dejara el grupo.

## Lista de canciones
1. Satellite
2. Submission
3. Liar
4. No Fun
5. Pretty Vacant
6. Problems
7. I Wanna Be Me
8. Seventeen
9. New York
10. No Lip
11. Stepping Stone
12. Substitute
13. Anarchy In The Prison
14. Did You No Wrong

- Datos: Q4043066